# リサ・タトル
リサ・タトル（Lisa Tuttle、1952年9月16日 –  ）は、アメリカ人SF作家である。
1952年、アメリカテキサス州ヒューストン生まれ。1981年から1987年まで、SF作家の クリストファー・プリーストと結婚していた。1976年にローカス賞、1981年にネビュラ賞を受賞した。

## 受賞歴
- ジョン・W・キャンベル新人賞 1974年
- ローカス賞 ノヴェラ部門　1976年　（The Storms of Windhaven（『翼人の掟 -第一部』）ジョージ・R・R・マーティン共著に対して）
- ネビュラ賞 短編小説部門　1981年　（en:The Bone Fluteに対して）
- 英国SF協会賞 短編部門 1989年　（In Translationに対して）

## 主な著書

### 小説
- en:Windhaven (1981) (ジョージ・R・R・マーティン共著)
- Familiar Spirit (1983)
- Catwitch (1983) (Una Woodruff共著)
- Angela's Rainbow (1983) (Michael Johnson共著)
- Gabriel (1987)
- Lost Futures (1992)
- Panther in Argyll (1996)
- The Pillow Friend (1996)
- Love On-line (1998)
- Mad House (1998)
- My Death (2004)
- The Mysteries (2005)
- The Silver Bough (2006)

### その他
- Encyclopedia of Feminism（『フェミニズム事典』） (1986)

## 日本語訳された作品
- 『翼人の掟』World SF、ジョージ・R・R・マーティン共著、集英社、1982年
- 『フェミニズム事典』渡辺和子訳、明石書店、1991年
- 『夢遊病者と霊能力泥棒の奇妙な冒険』金井真弓訳、新紀元社、2021年